# Nate Williams
Nathaniel Russell Williams, detto Nate (Columbia, 2 maggio 1950), è un ex cestista statunitense, professionista nella NBA.
È il padre di Natalie Williams.